# Tetrorea cilipes
Tetrorea cilipes är en skalbaggsart som beskrevs av White 1846. Tetrorea cilipes ingår i släktet Tetrorea och familjen långhorningar. Inga underarter finns listade i Catalogue of Life.